# 李翰如
李翰如（1917年—1987年），男，湖南湘潭人，中国农业工程学家、教育家，曾任北京农业工程大学教授、博士生导师。